# Élections législatives maliennes de 2002
Des élections législatives ont lieu au Mali le 14 juillet 2002 pour le premier tour et 28 juillet 2002 pour le second tour.

## Contexte
En 1997, le premier tour des élections législatives du 13 avril 1997 est annulé pour graves irrégularités, en raison notamment de l’absence de listes électorales fiables. Les partis de l’opposition appellent à la suspension du processus électoral. Cependant, le pouvoir maintient le processus électoral en organisant l’élection présidentielle puis les élections législatives. Ces élections sont boycottées par la plupart des partis de l’opposition. Alpha Oumar Konaré est réélu face à un seul candidat, Mamadou Maribatrou Diaby, président du petit Parti pour l'unité, la démocratie et le progrès (PUDP) et le parti présidentiel, l’Alliance pour la démocratie au Mali-Parti africain pour la solidarité et la justice (Adema-Pasj) remporte 128 de 147 sièges de députés. Ces élections ont lieu dans un climat de fortes tensions qui se poursuit dans les mois suivant les élections, les partis de l’opposition, regroupés au sein du Collectif de l’opposition (Coppo) refusant de reconnaître la légitimité des élus.
Ce climat se détend progressivement avec notamment l’organisation du forum politique national en janvier 1999 et l’élaboration d’une nouvelle loi électorale.
Ainsi, pour les élections présidentielle et législatives de 2002, l’ensemble des partis prennent part au scrutin.
Le président sortant Alpha Oumar Konaré, arrivant au terme de son second mandat, ne peut pas, selon la constitution, se représenter. Sa succession entraîne des divisions au sein de son parti. Ainsi l’ancien Premier ministre et président de l’Adema-Pasj, Ibrahim Boubacar Keïta quitte le parti pour fonder le Rassemblement pour le Mali le 30 juin 2001. Alors que Soumaïla Cissé est investi candidat par l’Adema-Pasj, deux autres personnalités du parti présentent leur candidature, entraînant leur exclusion : Mandé Sidibé, Premier ministre et Ahmed El Mandani Diallo.
Le candidat indépendant Amadou Toumani Touré, ancien président du Comité de transition pour la salut du peuple en 1991-1992, arrivé en tête au premier tour est élu au second avec 65,01 % des suffrages exprimés face au candidat de l’Adema-Pasj, Soumaïla Cissé. Ibrahim Boubacar Keïta, arrivé en troisième position, a contesté la régularité de l’élection.
Le nouveau président nomme un gouvernement de mission dirigé par le Premier ministre Ahmed Mohamed ag Hamani afin d’organiser des « dans les délais constitutionnels et dans la transparence, les élections législatives ».

## Organisation
L’organisation des élections est assurée par trois organes aux missions complémentaires :
- la Commission électorale nationale indépendante (CENI), constituée de cinq représentants des partis de la majorité, cinq représentants des partis de l’opposition et cinq représentants de la société civile assure le suivi et la supervision des opérations électorales, et notamment de veiller à la régularité du scrutin et à l’application de la loi électorale à travers ses démembrements sur tout le territoire et dans les consulats pour les « Maliens de l’extérieur » ;
- la Délégation générale aux élections, créée par la loi électorale de 2002 porte assistance à la CENI. Elle élabore et gère le fichier électoral, confectionne et fait imprimer les cartes électorales et assure le financement des partis politiques ;
- le Ministère de l’Administration territoriale et des Collectivités locales assure la préparation et l’organisation matérielle des référendums et élections, la centralisation et la proclamation des résultats provisoires des référendums et des élections présidentielle et législatives.

Pour ces élections, 5 239 571 électeurs sont appelés aux urnes dans 11 114 bureaux de vote dont 463 itinérants.
Les élections ont lieu au scrutin majoritaire de liste à deux tours dans les 55 circonscriptions électorales (49 cercles et 6 communes de Bamako).
La campagne électorale est ouverte du 23 juin 2002 au 12 juillet 2002 pour le premier tour et du 19 juillet 2002  au 26 juillet 2002 pour le second tour

## Candidats
Ces élections enregistrent 1 004 candidatures, dont une centaine de femmes.
Trois coalitions se sont constituées :
- l’Alliance pour la république et la démocratie (ARD) constituée par 13 partis politiques autour de l’Adema-Pasj. L’ARD est constitué du Rassemblement malien pour le changement (RMC), du Mouvement des citoyens-Cercle des démocrates républicains (MC-CDR), du Mouvement pour la démocratie et le développement (MDD), de l’Union pour la démocratie et la république (UDR), la Convention nationale pour la démocratie (CND), du PMDR, de l’Union pour la démocratie et le développement (UDD), du Bloc des alternatives pour le renouveau africain (BARA), du Parti démocratique pour la justice (PDJ), de l’ADS et du Rassemblement malien pour le travail (RAMAT)[2] ;
- Espoir 2002 regroupant 18 partis politiques autour du Rassemblement pour le Mali (RPM) d’Ibrahim Boubacar Keïta, qui ont appelé à voter pour Amadou Toumani Touré au second tour de l’élection présidentielle. Espoir 2002 est constitué de 15 partis politiques, le RPM, le Congrès national d’initiative démocratique (Cnid), le Mouvement patriotique pour le renouveau (MPR), le Rassemblement pour la démocratie et le progrès (RDP), le Rassemblement pour la démocratie du travail (RDT), le Parti populaire pour le progrès (PPP), l’Union nationale pour la démocratie et le progrès (UNDP), le Rassemblement des républicains (RDR), le Parti écologiste pour l’intégration (PEI), le Rassemblement pour la justice et le progrès (RJP), le Parti libéral malien (PLM), la concertation démocratique (CD), le Parti du renouveau démocratique et du travail (PRDT), le Mouvement populaire pour la démocratie directe (MPDD) et le mouvement populaire pour la lutte ouvrière (MPLO)[3] ;
- la Convergence pour l’Alternance et le Changement (A.C.C), constituée de 28 partis politiques ayant soutenu dès le premier tour la candidature d’Amadou Toumani Touré, notamment l’Union soudanaise-Rassemblement démocratique africain (US-RDA), du Bloc pour la démocratie et l'intégration africaine (BDIA), du Rassemblement national pour la démocratie (RND), du Parti pour la renaissance nationale (Parena).

## Déroulement
Le scrutin s’est tenu dans un climat serein. Les observateurs internationaux, comme ceux de l’Organisation internationale de la francophonie, relatent une bonne organisation matérielle du scrutin malgré certaines irrégularités ou dysfonctionnement (1 200 000 cartes d’électeurs non retirées, annulation de 160 000 voix au premier tour).

## Résultats
La Cour constitutionnelle proclame le 23 juillet 2002 les résultats définitifs du premier tour et annule le scrutin dans la circonscription de Tin-Essako (1 député) pour fraude massive.
Le 9 août 2002, la Cour constitutionnelle proclame les résultats définitifs. Elle a annulé les élections dans deux circonscriptions, Sikasso (7 députés) pour vice de procédure et Tin-Essako (1 député) pour fraude massive.
Aucun parti ou alliance n’obtient la majorité absolue. La Coalition Espoir 2002 arrive en tête et totalise 66 sièges sur 147 dont 46 pour le RPM et 13 pour le Cnid.
La coalition Alliance pour la république et la démocratie totalise 51 sièges dont 45 pour l’Adema-Pasj.
L’Alliance ACC obtient 10 sièges, les indépendants 6 et le parti Sadi 6.
| Alliance ou parti politique | Sigle | Nombre de sièges obtenus |
| --- | ----- | ------------------------ |
| Espoir 2002 (Rassemblement pour le Mali et alliés)                                                                                            |       | 66                       |
| Alliance pour la république et la démocratie (Alliance pour la démocratie au Mali-Parti africain pour la solidarité et la justice et alliées) | ARD   | 59                       |
| Alliance Alternance et changement (Autour d’Amadou Toumani Touré)                                                                             | ACC   | 10                       |
| Solidarité africaine pour la démocratie et l'indépendance                                                                                     | SADI  | 6                        |
| Indépendants |       | 6                        |

## Élections législatives partielles
Deux élections législatives partielles sont organisées le 20 octobre 2002 à la suite de l’annulation des élections de juillet dans les circonscriptions de Sikasso et Tin-Essako.
L’Adema-Pasj remporte les deux élections et obtient 7 députés à Sikasso et 1 député à Tin-Essako. Les résultats définitifs sont proclamés par la Cour constitutionnelle le novembre 2002.

## Suites
Ibrahim Boubacar Keïta est élu président de l’Assemblée nationale le 16 septembre 2002.
Le Premier ministre Ahmed Mohamed ag Hamani est reconduit dans ses fonctions le 11 octobre 2002 et nomme le 16 octobre 2002 un gouvernement rassemblant des personnalités des principaux partis.
Le premier mandat d’Amadou Toumani Touré est marqué par le consensus de la classe politique, consensus qui s’effrite à l’approche des élections présidentielle et législatives de 2007.